# Gnathonarium
Genre
Gnathonarium est un genre d'araignées aranéomorphes de la famille des Linyphiidae.

## Distribution
Les espèces de ce genre se rencontrent en zone holarctique.

## Liste des espèces
Selon World Spider Catalog (version 18.0, 14/02/2017) :
- Gnathonarium biconcavum Tu & Li, 2004
- Gnathonarium dentatum (Wider, 1834)
- Gnathonarium exsiccatum (Bösenberg & Strand, 1906)
- Gnathonarium gibberum Oi, 1960
- Gnathonarium luzon Tanasevitch, 2017
- Gnathonarium suppositum (Kulczyński, 1885)
- Gnathonarium taczanowskii (O. Pickard-Cambridge, 1873)

## Publication originale
- Karsch, 1881 : Verzeichniss der während der Rohlfs'schen Afrikanischen Expedition erbeuteten Myriopoden und Arachniden. Archiv für Naturgeschichte, vol. 47, no 1, p. 1-14 (texte intégral).